# Kuma flava
Kuma flava är en plattmaskart som beskrevs av Hooge och Smith 2004. Kuma flava ingår i släktet Kuma och familjen Haploposthiidae. Inga underarter finns listade i Catalogue of Life.